# Teoria plastycznego płynięcia
Teoria płynięcia plastycznego – aktualnie najpowszechniej używany sposób opisu materiałów wykazujących cechy plastyczne.
Teorię płynięcia plastycznego formułuje się nie w odkształceniach, a w prędkościach odkształceń. Jednak, ponieważ zachowanie plastyczne jest uważane za niezależne od czasu rzeczywistego więc czas w plastyczności jest pseudoczasem, czyli dowolną monotoniczną funkcją. Prędkości odkształceń rozumiane są jako pochodne nie względem czasu rzeczywistego, ale pseudoczasu.

## Powierzchnia plastyczności
Powierzchnia plastyczności jest geometrycznym przedstawieniem równania opisującego kryterium uplastycznienia. Warunek plastyczności jest warunkiem zależnym od stanu naprężenia
{\displaystyle F(\sigma _{ij})=0,}
więc powierzchnia plastyczności jest hiperpowierzchnią w przestrzeni sześciu naprężeń. Takiej powierzchni nie można narysować, natomiast możemy rysować jej przekroje, rzuty bądź przypadki szczególne.
Interpretacja powierzchni plastyczności mówi, że punkt reprezentujący stan naprężenia może być wewnątrz powierzchni {\displaystyle (F(\sigma _{ij})<0)} i wtedy materiał jest w stanie sprężystym, bądź na powierzchni {\displaystyle F(\sigma _{ij})=0} a wtedy może wystąpić proces plastyczny. Punkt reprezentujący stan naprężenia nie może wyjść poza powierzchnię, więc równanie powierzchni plastyczności może być jednocześnie traktowane jako ograniczenie dla stanu naprężenia.
W przypadku plastyczności idealnej powierzchnia jest stała. W przypadku materiału ze wzmocnieniem (bądź osłabieniem) równanie powierzchni musi zawierać opis jej ewolucji co geometrycznie odpowiada rozszerzaniu się, przesuwaniu lub kurczeniu powierzchni.

## Równanie płynięcia
Rozkład tensora prędkości odkształcenia na część sprężystą i plastyczną
{\displaystyle {\dot {\epsilon }}_{ij}={\dot {\epsilon }}_{ij}^{e}+{\dot {\epsilon }}_{ij}^{pl}.}

### Materiał idealnie sprężysto-plastyczny HMH
Dla tego materiału kryterium uplastycznienia jest funkcją jedynie dewiatora naprężenia, więc zachowanie aksjatorów naprężenia i odkształcenia opisuje prawo Hooke’a. Warunek plastyczności może być zapisany:
{\displaystyle F(\sigma _{ij})=s_{ij}\;s_{ij}-{\frac {2}{3}}\sigma _{y}^{2}=0.}
Zachowania plastyczne są formułowane dla dewiatora naprężenia {\displaystyle s_{ij}} oraz dewiatora (prędkości) odkształcenia {\displaystyle {\dot {e}}_{ij}.}
Najprostsze równanie płynięcia ma postać:
{\displaystyle {\dot {e}}_{ij}^{pl}=\lambda s_{ij},}
co oznacza, że każda składowa tensora prędkości odkształceń plastycznych jest proporcjonalna do odpowiedniej składowej dewiatora tensora naprężenia. Sama wartość {\displaystyle \lambda } może być uważana za mnożnik Lagrange’a wynikły z narzucenia ograniczeń na stan naprężenia.
Równanie to obowiązuje tylko dla stanów naprężenia będących na powierzchni plastyczności {\displaystyle F(\sigma _{ij})=0.}
Część sprężysta ma postać:
{\displaystyle {\dot {e}}_{ij}^{e}={\frac {1}{2\mu }}\;{\dot {s}}_{ij},}
gdzie {\displaystyle \mu } jest jedną ze stałych Lamégo równą modułowi Kirchhoffa.
Całkowita wartość prędkości odkształcenia wynosi zatem:
{\displaystyle {\dot {e}}_{ij}={\frac {1}{2\mu }}\;{\dot {s}}_{ij}+\lambda s_{ij}.}
Mnożąc obie strony równania przez {\displaystyle s_{ij},} otrzymujemy:
{\displaystyle s_{ij}{\dot {e}}_{ij}={\frac {1}{2\mu }}\;s_{ij}{\dot {s}}_{ij}+\lambda s_{ij}s_{ij}.}
Ponieważ {\displaystyle {\dot {F}}=0} to {\displaystyle s_{ij}{\dot {s}}_{ij}=0,} więc dysponując warunkiem plastyczności można wyznaczyć {\displaystyle \lambda } jako funkcję {\displaystyle {\dot {e}}_{ij}.}

### Stowarzyszone prawo płynięcia
Bardziej ogólnym przypadkiem jest prawo płynięcia postaci:
{\displaystyle {\dot {\epsilon }}_{ij}^{pl}=\lambda {\frac {\partial F}{\partial \sigma _{ij}}},}
gdzie {\displaystyle F} jest równaniem powierzchni plastyczności.
Można łatwo wykazać, że HMH jest przypadkiem szczególnym stowarzyszonego prawa płynięcia.

### Niestowarzyszone prawo płynięcia
Definiuje się drugą powierzchnię {\displaystyle G(\sigma _{ij})=0} w sposób analogiczny do powierzchni plastyczności. Osiągnięcie stanu plastycznego jest określane poprzez warunek {\displaystyle F(\sigma _{ij})=0} natomiast równanie płynięcia jest opisane przez
{\displaystyle {\dot {\epsilon }}_{ij}^{pl}=\lambda {\frac {\partial G}{\partial \sigma _{ij}}},}
czyli kierunek prostopadły do powierzchni {\displaystyle G(\sigma _{ij}).}
W efekcie kierunek płynięcia plastycznego {\displaystyle {\dot {\epsilon }}_{ij}^{pl}} na ogół nie jest prostopadły do powierzchni {\displaystyle F(\sigma _{ij}).}